# 昂阿考伊塔伊岛
昂阿考伊塔伊岛（Angakauitai）是南太平洋法属波利尼西亚的岛屿，属于甘比尔群岛的一部分，由甘比尔市镇管辖；长1.5公里、宽0.8公里，面积0.7平方公里，最高点海拔高度139米；截至2012年昂阿考伊塔伊岛依舊是一座無人島。